# Juliette Armanet

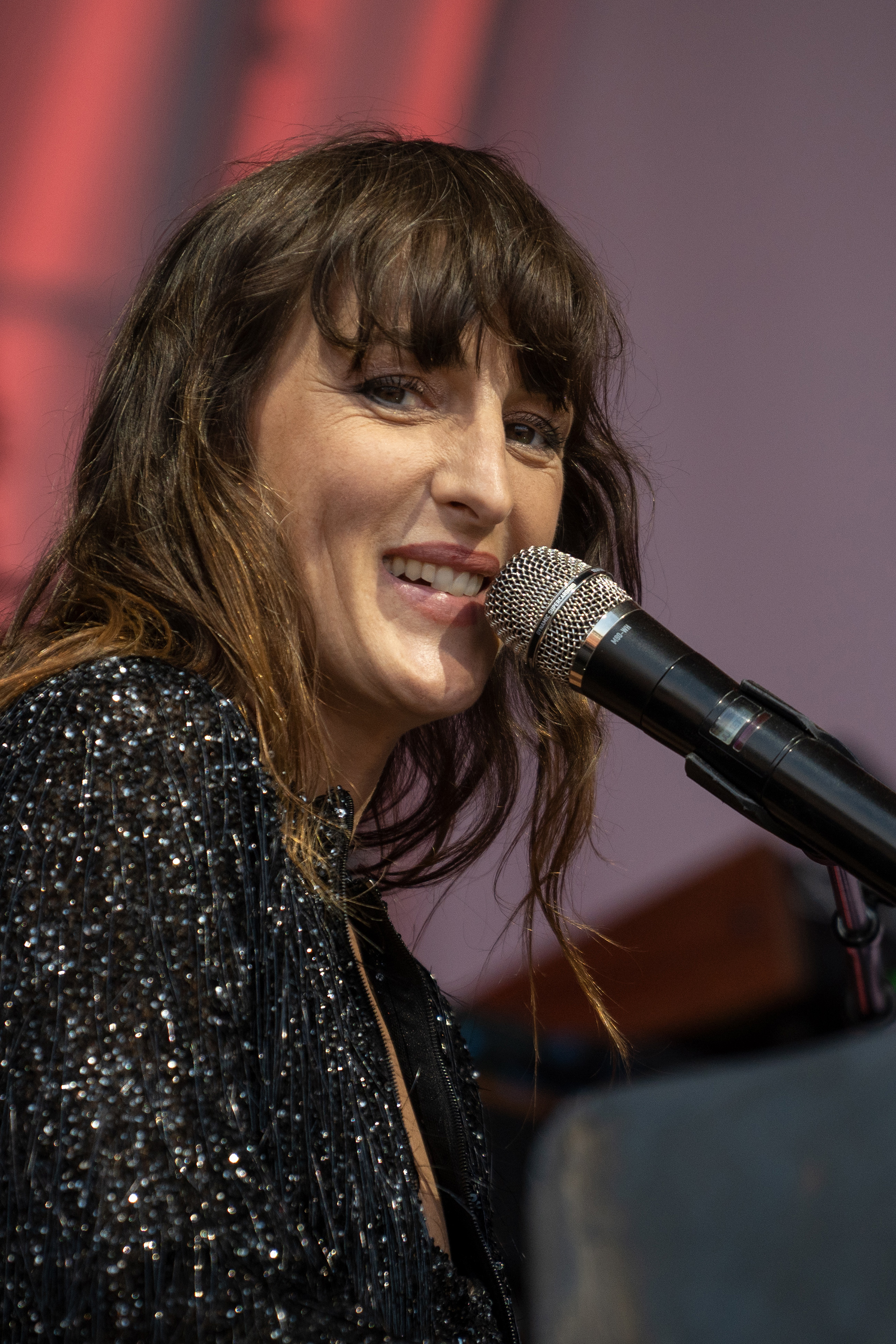
Juliette Armanet (2023)

Juliette Armanet (* 1984 in Lille) ist eine französische Sängerin und Schauspielerin.

## Karriere
Juliette Armanet wurde 1984 in Lille geboren. Schon früh begann sie sich für Musik und Bücher zu interessieren, woraufhin sie zunächst Dokumentar-Journalistin werden wollte.
2017 veröffentlichte sie ihr Debütalbum Petite amie, welches in Frankreich bis auf Platz 15 der Charts stieg und mit Doppelplatin ausgezeichnet wurde. 2018 wurde es bei den Victoires de la Musique in der Kategorie Révélation (Neuentdeckung) des Jahres ausgezeichnet.
2022 erschien mit Brûler le feu ihr zweites Album.
Musikalisch orientiert sich ihr Stil an französischer Musik der 1970er. Dabei wird sie mit Véronique Sanson und Barbara verglichen.
Ab 2009 übernahm Armanet Statistenrollen als Sängerin in verschiedenen Spielfilmproduktionen. Ihre erste tatsächliche Schauspielrolle hatte sie in Amélie Bonnins preisgekröntem Kurzfilm Raus aus der Provinz (2021), in der sie in der weiblichen Hauptrolle an der Seite von Bastien Bouillon übernahm. Neben Bouillon erschien sie auch 2025 in Nur für einen Tag, einer Spielfilmversion von Bonnins Kurzfilm. Das Werk wurde als Eröffnungsfilm des 78. Filmfestivals von Cannes ausgewählt.

## Diskografie

### Alben
| Jahr | Titel                  | Höchstplatzierung, Gesamtwochen, AuszeichnungChartplatzierungen (Jahr, Titel, Platzierungen, Wochen, Auszeichnungen, Anmerkungen) | Höchstplatzierung, Gesamtwochen, AuszeichnungChartplatzierungen (Jahr, Titel, Platzierungen, Wochen, Auszeichnungen, Anmerkungen) | Höchstplatzierung, Gesamtwochen, AuszeichnungChartplatzierungen (Jahr, Titel, Platzierungen, Wochen, Auszeichnungen, Anmerkungen) | Anmerkungen                             | [↑]: gemeinsam behandelt mit vorhergehendem Eintrag; [←]: in beiden Charts platziert |
| Jahr | Titel                  | FR | BEW | CH | Anmerkungen                             |                                                                                      |
| ---- | ---------------------- | --- | --- | --- | --------------------------------------- | ------------------------------------------------------------------------------------ |
| 2017 | Petite amie            | FR15 ×2Doppelplatin · (104 Wo.)FR                                                                                                 | BEW29 (106 Wo.)BEW | CH63 (3 Wo.)CH | Erstveröffentlichung: 7. April 2017     |                                                                                      |
| 2021 | Brûler le feu          | FR10 ×2Doppelplatin · (… Wo.)FR                                                                                                   | BEW22 (41 Wo.)BEW | CH21 (7 Wo.)CH | Erstveröffentlichung: 19. November 2021 |                                                                                      |
| 2022 | Brûler le feu 2[FR: ↑] | FR10 ×2Doppelplatin · (… Wo.)FR                                                                                                   | BEW18 (8 Wo.)BEW | — | Erstveröffentlichung: 4. November 2022  |                                                                                      |

### EPs
- 2016: Cavalier Seule

### Singles
| Jahr | Titel Album                            | Höchstplatzierung, Gesamtwochen, AuszeichnungChartplatzierungen (Jahr, Titel, Album, Platzierungen, Wochen, Auszeichnungen, Anmerkungen) | Höchstplatzierung, Gesamtwochen, AuszeichnungChartplatzierungen (Jahr, Titel, Album, Platzierungen, Wochen, Auszeichnungen, Anmerkungen) | Höchstplatzierung, Gesamtwochen, AuszeichnungChartplatzierungen (Jahr, Titel, Album, Platzierungen, Wochen, Auszeichnungen, Anmerkungen) | Anmerkungen                              |
| Jahr | Titel Album                            | FR | BEW | CH | Anmerkungen                              |
| ---- | -------------------------------------- | --- | --- | --- | ---------------------------------------- |
| 2016 | L’amour en solitaire Petite amie       | FR146 Gold · (1 Wo.)FR | — | — | Erstveröffentlichung: 2. Dezember 2016   |
| 2021 | Le dernier jour du disco Brûler le feu | FR42 Diamant · (73 Wo.)FR | BEW48 (1 Wo.)BEW | — | Erstveröffentlichung: 17. September 2021 |

Weitere Singles
- 2018: L’indien (FR: Gold)
- 2018: À la folie (FR: Platin)
- 2018: Qu’importe (FR: Gold)
- 2021: Tu me play (FR: Gold)
- 2022: Flamme (FR: Gold)

### Gastbeiträge
| Jahr | Titel Album    | Höchstplatzierung, Gesamtwochen, AuszeichnungChartplatzierungen (Jahr, Titel, Album, Platzierungen, Wochen, Auszeichnungen, Anmerkungen) | Höchstplatzierung, Gesamtwochen, AuszeichnungChartplatzierungen (Jahr, Titel, Album, Platzierungen, Wochen, Auszeichnungen, Anmerkungen) | Höchstplatzierung, Gesamtwochen, AuszeichnungChartplatzierungen (Jahr, Titel, Album, Platzierungen, Wochen, Auszeichnungen, Anmerkungen) | Anmerkungen |
| Jahr | Titel Album    | FR | BEW | CH | Anmerkungen |
| --- | -------------- | --- | --- | --- | --- |
| 2025 | Grand soleil – | FR56 (… Wo.)FR | — | — | Erstveröffentlichung: 14. März 2025 Damso feat. Various Artists; Benefizsingle für die Anti-AIDS-Veranstaltung Sidaction |
| Folgende Lieder erschienen nicht als Single, wurden aber durch das Album zum Download und Streaming bereitgestellt und konnten somit eine Platzierung erlangen: |                | | | | |
| |                | | | | |
| 2016 | Corail &       | FR143 (1 Wo.)FR | — | — | Charteinstieg: 22. Oktober 2014 Julien Doré feat. Juliette Armanet                                                       |

## Filmografie
- 2009: Micmacs – Uns gehört Paris! (Micmacs à tire-larigot)
- 2016: Marie und die Schiffbrüchigen (Marie et les naufragés)
- 2018: Nurejew – The White Crow (The White Crow)
- 2021: Raus aus der Provinz (Partir un jour) – Kurzfilm
- 2023: Rosalie
- 2024: Lews solariens – Kurzfilm (nur Stimme)
- 2025: Carême (Fernsehserie)
- 2025: Nur für einen Tag (Partir un jour)